# 三浦陽一
三浦 陽一（みうら よういち、1955年 - ）は、日本の歴史学者。専門は現代日本政治外交史。中部大学人文学部教授。中部大学国際人間学研究所長、延世大学校国際学部客員教授等を歴任。

## 人物・経歴
兵庫県たつの市出身。兵庫県立姫路西高等学校卒業、東京大学文学部国史学科卒業、ウィスコンシン大学歴史学部大学院修士課程修了、一橋大学大学院社会学研究科博士課程単位取得退学。藤原彰らの指導を受けた。岐阜大学留学生センター助教授を経て、中部大学人文学部歴史地理学科教授、中部大学国際人間学研究所長。
専門は現代日本政治外交史。著書『吉田茂とサンフランシスコ講話』において吉田茂に対する否定的評価を展開し、同時期に発表され、同じく否定的な吉田評価を行った豊下楢彦の研究と共に論争を呼んだ。延世大学校国際学部客員教授、岐阜県史現代編執筆委員、中部ESD拠点協議会中部サステナ政策塾顧問などを歴任。

## 著作
- 『占領と講和』（藤原彰、今井清一編、共著）青木書店 1989年
- 『日本近代史の虚像と実像 Vol4』（藤原彰、今井清一、宇野俊一、粟屋憲太郎編、共著）大月書店 1989年
- 『占領政策の転換と講話』（歴史学研究会編、共著）青木書店 1990年
- 『吉田茂とサンフランシスコ講話』（上・下）大月書店 1996年
- 『岐阜県史・続現代』（共著）岐阜県 2003年
- 『戦後改革と逆コース』（吉田裕編、共著）吉川弘文館 2004年
- 『なぜ英語の発音はむずかしい？』中部大学 2010年

### 訳書
- トーマス・A・ビッソン『ビッソン日本占領回想記』（中村政則と共訳）三省堂 1983年
- ジョン・ダワー『敗北を抱きしめて 第二次大戦後の日本人』（上・下、高杉忠明・田代泰子と共訳）岩波書店 2001年
  - 『増補版 敗北を抱きしめて』（上・下、同上）、2004年。写真を多く収録
- ジョン・ダワー『戦争の文化　パールハーバー・ヒロシマ・9.11・イラク』（上・下、監訳）岩波書店 2021年